# The Man Who Would Be King (película)
The Man Who Would Be King (en España, El hombre que pudo reinar; en Hispanoamérica, El hombre que sería rey) es una película británica de 1975 basada en el cuento homónimo de 1888, escrito por Rudyard Kipling. 
La película, que fue dirigida por John Huston y contó con la actuación de Sean Connery, Michael Caine, Christopher Plummer y Saeed Jaffrey, tuvo cuatro nominaciones a los premios Óscar: al mejor guion adaptado, a la mejor dirección artística, al mejor vestuario y al mejor montaje.

## Resumen
En 1880, dos suboficiales británicos destacados en la India, Daniel Dravot (Sean Connery) y Peachy Carnehan (Michael Caine), se lanzan a la aventura aparentemente absurda de conquistar el legendario reino de Kafiristán, al norte de la India, en busca de fama y riquezas. 
Antes de emprender el viaje de aventura, realizan un juramento del que es testigo un masón que interceptan en un tren, quien resulta ser el escritor Rudyard Kipling (Christopher Plummer), y reciben su bendición para el viaje. Kipling le obsequia a Dravot con un colgante con el símbolo masónico. Los dos aventureros emprenden un terrible y agotador viaje cruzando la cordillera del Hindu Kush. 
Tras pasar por las montañas al norte de la India, donde no existe un camino establecido por el Imperio Británico, llegan a un valle fértil próximo a los montes Himalaya. Allí conocen en un destacamento militar abandonado a un gurkha, Billy Fish (Saeed Jaffrey), que les sirve de intérprete, y después de muchos avatares, ganan batallas contra pueblos de saqueadores, y establecen la paz entre comunidades del valle. 
Ante esto los nativos les llevan joyas, oro y plata como obsequios, y logran conquistar un pequeño reino del que Daniel Dravot se convierte en rey. Consideran que es inmortal porque en una de sus batallas, una flecha queda atrapada en su bandolera en el pecho y no le hace daño. Los sacerdotes del pueblo piden reunirse con él y quieren hacer la prueba de que es inmortal lanzando una flecha contra su pecho. Abren su camisa y descubren un misterio, al creer el pueblo y los sacerdotes nativos que es descendiente de Alejandro Magno cuando dichos clérigos descubren el colgante con el emblema de la masonería (el compás, la escuadra y el ojo) que Dravot lleva en su cuello y obtuvo como obsequio de su "hermano" Kipling; allí Dravot y Peachy descubren que dicho símbolo masónico es idéntico a una escultura sacra tallada bajo una roca en la ciudad santuario del valle. 
Tras formar un ejército con los nativos, con el que logra conquistas victoriosas de los reinos vecinos, Dravot se convierte en "rey de Kafiristán", entonces los sacerdotes le muestran una bóveda subterránea bajo el monasterio donde se guardan muchos tesoros de oro y joyas acumulados durante siglos. Los sacerdotes explican que ahora los tesoros le pertenecen a Dravot como agradecimiento por su visita y por liberarlos de los conflictos con los pueblos vecinos. Peachy prepara su retorno a la India al lograr su propósito: conseguir grandes fortunas en tierras remotas. Carga animales con su parte del botín y solamente espera el verano para tratar de atravesar las montañas nuevamente; su única meta es volver a la India y de ahí pasar a Gran Bretaña, donde espera ser un hombre millonario con los tesoros que lleva.
Dravot, posiblemente afectado por el poder y la gloria de ser un rey-dios venerado por los nativos, dice a su amigo y socio Peachy estar convencido de ser hijo de Alejandro Magno y anuncia su boda con una bella mujer nativa llamada Roxana (como la esposa histórica de Alejandro Magno), a quien ha conocido durante la ceremonia de coronación. Peachy insta a Dravot para que desista de ello y abandonen el lugar durante la noche dejando todo atrás, al considerarse ya ambos lo bastante ricos, pero Dravot sigue adelante con sus planes de boda y rechaza secamente el pedido de Peachy. Desanimado, Peachy decide quedarse al lado de su amigo. 
Llega el día de la ceremonia nupcial, pero Roxana, asustada pensando que podría ser quemada por acercarse tanto a un dios, le muerde la cara a Dravot y este sangra frente a todos los asistentes. Cuando los sacerdotes descubren que Dravot no es un dios, lo persiguen junto a una gran multitud de furiosos súbditos y lo matan junto a Billy Fish. Por su parte, Peachy es atrapado por los nativos y torturado, pero liberado poco después, y dificultosamente logra regresar a la India. Allí, en una escena se muestra en flashback que la historia está siendo narrada por Peachy cuando visita a Kipling. Antes de retirarse de su despacho, Peachy le deja sobre el escritorio el cráneo de Dravot, todavía con su corona de oro.

## Reparto
- Sean Connery como Daniel Dravot
- Michael Caine como Peachy Carnehan
- Christopher Plummer como Rudyard Kipling
- Saeed Jaffrey como Billy Fish
- Shakira Caine como Roxana
- Doghmi Larbi como Ootah
- Jack May como el Comisionado del Distrito
- Karroom Ben Bouih como Kafu Selim
- Mohammad Shamsi como Babu
- Albert Moses como Ghulam
- Paul Antrim como Mulvaney

## El adiós de Huston
La película suele ser considerada como la despedida de Huston de los años dorados de las grandes producciones épicas. Desde inicios de la década de los 70, las grandes películas históricas que habían arrasado en taquilla dos décadas antes, comenzaron a ser menospreciadas por el público y las productoras, que se lanzaron a un cine menos ostentoso poniendo énfasis en la tesis de la historia. Huston, que había dirigido muchas grandes producciones como The African Queen, decidió dar una despedida grandiosa al género de aventuras. No parece ser casual la elección de la historia de Kipling: Dos aventureros se lanzan a hacer lo imposible con un éxito abrumador, como los pioneros de las grandes producciones cinematográficas. No obstante es cuando toman el rol de dios incuestionable cuando comienzan los problemas, analogía de las productoras que, a principios de los 70, rechazaron proyectos que acabarían por hundirlas desde fuera.